# Tréguennec
 Tréguennec  (en bretón Tregeneg) es una población y comuna francesa, situada en la región de Bretaña, departamento de Finisterre, en el distrito de Quimper y cantón de Pont-l'Abbé.

## Demografía
| 485 | 399 | 301 | 274 | 303 | 342 |
| Para los censos de 1962 a 1999 la población legal corresponde a la población sin duplicidades (Fuente: INSEE [Consultar]) |     |     |     |     |     |